# Бистре (Словаччина)
Бистре (словац. Bystré) — село в Словаччині, Врановському окрузі Пряшівського краю.
Уперше згадується 1312 року.
У селі є римо-католицький костел в стилі готики (кінець XIV — початок XV століття), у 1732 році реконструйований.

## Географія
Розташоване в східній частині Словаччини на межі Низьких Бескидів, Поздішовської та Підсланської височини в долині Теплої. Протікає Германовський потік.

## Населення
| Рік:            | 1994. | 2004.   | 2014.   | 2024.   |
| --------------- | ----- | ------- | ------- | ------- |
| Кількість осіб: | 2599  | 2668    | 2698    | 2766    |
| Різниця:        |       | +2,65 % | +1,12 % | +2,52 % |

| Рік:            | 2023. | 2024.   |
| --------------- | ----- | ------- |
| Кількість осіб: | 2780  | 2766    |
| Різниця:        |       | -0,50 % |

У селі проживає 2662 осіб.
Національний склад населення (за даними останнього перепису населення — 2001 року):
- словаки — 94,49 %,
- цигани — 4,75 %,
- чехи — 0,19 %,
- русини — 0,08 %,
- українці — 0,08 %,
- угорці — 0,08 %.

Склад населення за приналежністю до релігії станом на 2001 рік:
- римо-католики — 67,62 %,
- протестанти — 24,11 %,
- греко-католики — 5,58 %,
- православні — 0,11 %,
- не вважають себе вірянами або не належать до жодної вищезгаданої конфесії — 1,17 %.